# Compilation Tracks for Which I Was Never Paid
Albums de Luke Vibert
Moog Acid Rodulate
Compilation Tracks for Which I Was Never Paid est une compilation de musique électronique de Luke Vibert, sortie en 2007 sur le label Personal (Stereo). Vendue seulement en fichiers mp3 ou FLAC sur Bleep, le magasin de musique en ligne de Warp Records, cette compilation regroupe des morceaux issus de plusieurs compilations de Luke Vibert dont certains sous les pseudonymes de Plug et de Wagon Christ.

## Liste des titres
| No  | Titre                      | Pseudonyme   | Durée |
| --- | -------------------------- | ------------ | ----- |
| 1.  | Blasted Wook               | Luke Vibert  | 3:11  |
| 2.  | Combination Reggae Dancing | Luke Vibert  | 5:39  |
| 3.  | Infinite Potential         | Luke Vibert  | 8:12  |
| 4.  | A Hot One                  | Plug         | 5:41  |
| 5.  | Lunar Laugh                | Plug         | 4:12  |
| 6.  | Ruff Dog                   | Plug         | 7:20  |
| 7.  | First Bass                 | Wagon Christ | 4:17  |
| 8.  | Flip Flop                  | Wagon Christ | 6:43  |
| 9.  | Gas Fish                   | Wagon Christ | 7:41  |
| 10. | Indian Giver               | Wagon Christ | 8:14  |
| 11. | Open Your Ears             | Wagon Christ | 6:30  |
| 12. | River                      | Wagon Christ | 5:51  |